# 강소영
강소영(1986년 9월 11일 ~ )은 대한민국의 모델, 가수이다.

## 출신 학교
- 함현고등학교
- 대경대학 모델학

## 음악 활동
- 2005년 ~ 2006년 - 그룹 《아시안 러브》멤버[1]

## 출연 작품

### 광고
- 트렌드리포트 필 시즌 4
- CF 아웃백 스테이크 하우스

## 수상 경력
- 2004년 패션 피날레 어워드 베스트 모델[2]
- 2004년 제13회 슈퍼모델 선발대회 1위[3]

## 경력
- 보그걸
- 엘르걸
- 코스모폴리탄
- 쎄씨